# Polypodium chionolepis
Polypodium chionolepis är en stensöteväxtart som beskrevs av Sod. Polypodium chionolepis ingår i släktet Polypodium och familjen Polypodiaceae. Inga underarter finns listade.